# Copa Constitució 2007-2008
La Copa Constitució 2000-2001 è stata la 16ª edizione della Coppa di Andorra di calcio, disputato tra il 17 gennaio ed il 24 maggio 2008. Il UE Sant Julià ha vinto il trofeo per la prima volta.

## Turno di qualificazione
L'incontro si disputò il 17 gennaio 2008.
| Squadra 1               | Risultato | Squadra 2                |
| ----------------------- | --------- | ------------------------ |
| Inter Club d'Escaldes B | 2 - 3     | Sporting Club d'Escaldes |

## Primo turno
Gli incontri si disputarono tra il 19 e il 21 gennaio 2008.
| Squadra 1               | Risultato | Squadra 2                |
| ----------------------- | --------- | ------------------------ |
| FC Encamp               | 0 - 3     | UE Santa Coloma          |
| FC Lusitans B           | 0 - 3     | UE Extremenya            |
| Atlètic Club d'Escaldes | 3 - 0     | CE Principat B           |
| Ranger's FC B           | 3 - 0     | Sporting Club d'Escaldes |

## Secondo turno
Gli incontri si disputarono il 27 gennaio 2008.
| Squadra 1               | Risultato | Squadra 2                 |
| ----------------------- | --------- | ------------------------- |
| Ranger's FC B           | 1 - 5     | CE Principat              |
| UE Extremenya           | 7 - 1     | Casa Estrella del Benfica |
| Atlètic Club d'Escaldes | 0 - 3     | Inter Club d'Escaldes     |
| UE Santa Coloma         | 1 - 2     | UE Engordany              |

## Quarti di finale
Gli incontri si disputarono il 6 febbraio 2008.
| Squadra 1             | Risultato | Squadra 2       |
| --------------------- | --------- | --------------- |
| CE Principat          | 0 - 3     | FC Santa Coloma |
| Inter Club d'Escaldes | 1 - 2     | FC Rànger's     |
| UE Extremenya         | 0 - 6     | UE Sant Julià   |
| UE Engordany          | 0 - 1     | FC Lusitanos    |

## Semifinale
Gli incontri si disputarono il 18 maggio 2008.
| Squadra 1     | Risultato | Squadra 2       |
| ------------- | --------- | --------------- |
| UE Sant Julià | 6 - 1     | FC Rànger's     |
| FC Lusitanos  | 4 - 3 dr  | FC Santa Coloma |

## Finale
La finale si giocò il 24 maggio 2008.
| Aixovall 24 maggio 2008 | UE Sant Julià | 6 – 1 | FC Lusitanos | Estadi Comunal d'Aixovall |